# Аквавива д'Изернија
Аквавива д'Изернија (итал. Acquaviva d'Isernia) је насеље у Италији у округу Изернија, региону Молизе.
Према процени из 2011. у насељу је живело 455 становника. Насеље се налази на надморској висини од 719 м.

## Становништво
Према резултатима пописа становништва 2011. у општини је живело 455 становника.
| 1931. | 1936. | 1951. | 1961. | 1971. | 1981. | 1991. | 2001. | 2011. |
| ----- | ----- | ----- | ----- | ----- | ----- | ----- | ----- | ----- |
| 681   | 710   | 749   | 703   | 652   | 585   | 531   | 468   | 455   |